# Синхронная оптическая сеть
Синхронная оптическая сеть (SONET) и синхронная цифровая структура (SDH) — это стандартизованные протоколы, которые передают несколько цифровых битовых потоков синхронно по оптическому волокну с лазеров или сильно когерентный свет от светодиодов (LED). При низких скоростях передачи данные также могут передаваться через электрический интерфейс. Этот метод был разработан для замены системы плезиохронной цифровой иерархии (PDH) для транспортировки больших размеров телефонных контейнеров трафика по одному и тому же волокну без проблем синхронизации.

## Обзор протокола
SONET и SDH часто используют разные термины для описания идентичных свойств или функций. Это может вызвать путаницу и преувеличить их различия. За некоторыми исключениями, SDH можно рассматривать как надмножество SONET.
SONET — это набор транспортных контейнеров, обеспечивающих доставку различных протоколов, включая традиционную телефонию, ATM, Ethernet и TCP / IP. Таким образом, SONET сам по себе не является собственным протоколом связи, поскольку он обязательно ориентирован на соединение в том смысле, в котором обычно используется термин, в котором обычно используется.
Протокол представляет собой сильно мультиплексированную структуру с заголовком, сложным образом перемежающимся между данными. Это позволяет инкапсулированным данным иметь собственную частоту кадров и иметь возможность «плавать» относительно структуры и скорости кадров SDH / SONET. Это чередование обеспечивает очень низкую задержку для инкапсулированных данных. Данные, проходящие через оборудование, могут быть задержаны максимум на 32 микросекунд (мкс) по сравнению с соотношением кадров 125 мкс; многие конкурирующие протоколы буферизуют данные во время таких переходов по крайней мере одного кадра или пакета перед их отправкой. Допускается дополнительное заполнение для перемещения мультиплексированных данных в рамках общего кадрирования, поскольку данные синхронизируются с частотой, отличной от частоты кадров. Протокол более сложным из-за решений разрешить это заполнение уровней структур мультиплексирования, но это улучшенная общая производительность.

## Синхронизация
Источники синхронизации, используемые для синхронизации в телекоммуникационных сетях, оцениваются по качеству, обычно называемым стратой . Как правило, сетевой элемент использует слой самого высокого качества, доступный ему путем установки сообщений о состоянии синхронизации (SSM) выбранных источников синхронизации.